# USS Suffolk County (LST-1173)
El USS Suffolk County (LST-1173) fue un buque de desembarco de tanques clase De Soto County de la Armada de los Estados Unidos que sirvió entre 1957 y 1972.
Fue puesto en gradas el 15 de julio de 1955 en el Boston Navy Yard, donde luego fue botado el 5 de septiembre de 1956. Entró en servicio el 15 de agosto de 1957.
Tenía un desplazamiento de 4164 t con carga ligera y 7100 t con carga completa. Su eslora alcanzaba los 135,6 m, una manga de 18,9 m y un calado de 5,3 m. Era propulsado por seis motores diésel Fairbanks-Morse de 13 700 bhp, que transmitían a dos hélices. Con ellos, alcanzaba una velocidad de 16,5 nudos. Su armamento consistía en seis cañones de Mk-33 de calibre 76 mm.
Tras su entrada al servicio, se unió a la Amphibious Force, Atlantic Fleet. El buque invirtió toda su vida activa operando en la Costa Este de los Estados Unidos, en el mar Caribe y el Mediterráneo.
Fue relevado del servicio el 25 de agosto de 1972. Para 1982, estaba en la reserva a la espera de la transferencia a otros países, junto al USS Lorain County y USS Wood County.